# Gonolobus peruanus
Gonolobus peruanus är en oleanderväxtart som beskrevs av Rudolf Schlechter. Gonolobus peruanus ingår i släktet Gonolobus och familjen oleanderväxter. Inga underarter finns listade i Catalogue of Life.